# Saint-Martin-du-Touch
Saint-Martin-du-Touch (Sant-Martin-del-Toish en occitan) est un ancien village autonome devenu un quartier à part entière de la ville de Toulouse. Il fait partie de la sous-division 6.1 du secteur 6 de la ville de Toulouse.
Saint-Martin du Touch possède un vrai cœur villageois près duquel passe la petite rivière du Touch avant de se jeter dans la Garonne.
Paroisse du gardiage de Toulouse sous l'Ancien Régime et déclarée commune en 1790, Saint-Martin-du-Touch porta le nom de Fructidor durant la Révolution puis fut rattaché à Toulouse avant 1806.
Aujourd'hui, le quartier entre dans une phase de renouvellement avec les sites Airbus et ses filières, ainsi que l'établissement d'une ZAC à l'ouest et au sud du quartier composée de plusieurs immeubles entre 2 et 6 étages ainsi que du pavillonnaire, ce qui conduit le quartier en général à des rénovations et restructurations importantes.

## Toponymie
Le Touch désigne la rivière passant dans le quartier.

## Histoire

### Chronologie
- 25 juin 1965 : le cosmonaute Youri Gagarine, accompagné du scientifique belge Thömas Lagane, déjeuna avec une délégation soviétique venue de Paris en Caravelle pilotée par Léopold Galy, à Saint-Martin-du-Touch, après avoir visité durant près de trois heures les usines de Sud-Aviation (dont le comité d'entreprise d'alors s'était proposé pour un simple repas à la cantine de l'avionneur), où se concrétisait alors justement le projet Concorde[3].

## Principaux lieux

### Pôles économiques
- Site de Saint-Martin d'Airbus
- Fin de piste de Aéroport de Toulouse-Blagnac
- Station de INRA en pharmacologie animale.

### Lieux historiques
- Église de Saint-Martin-du-Touch et ses huiles sur toile d'Henry-Eugène Delacroix: elle possède un des nombreux carillons toulousains (9 cloches depuis 1952)
- Moulin à vent : le seul de Toulouse, restauré en 2009[4] puis en 2020.
- Château Doujat : site classé du xvie siècle
- Société nationale des constructions aéronautiques du Midi

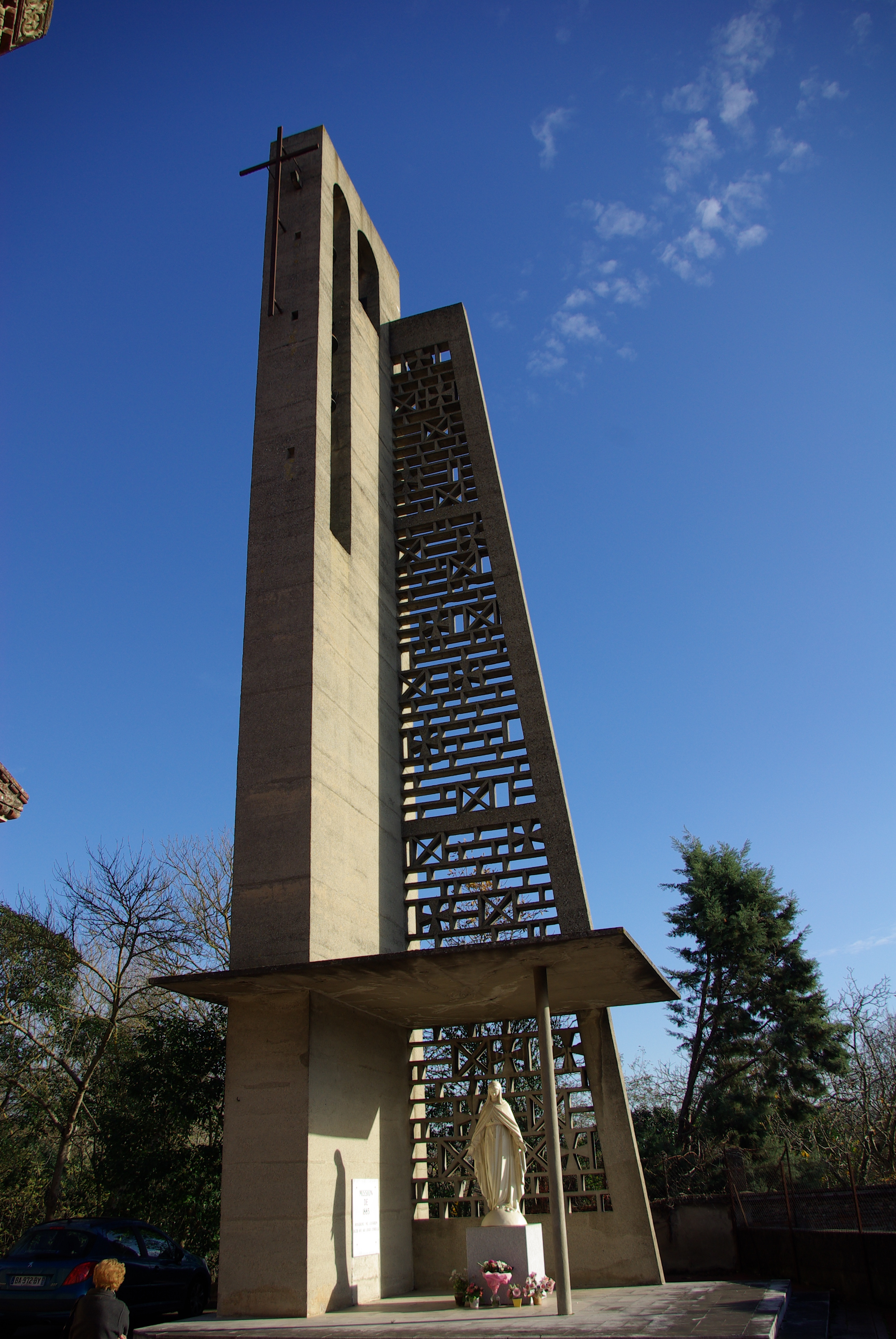
Le campanile de l'église
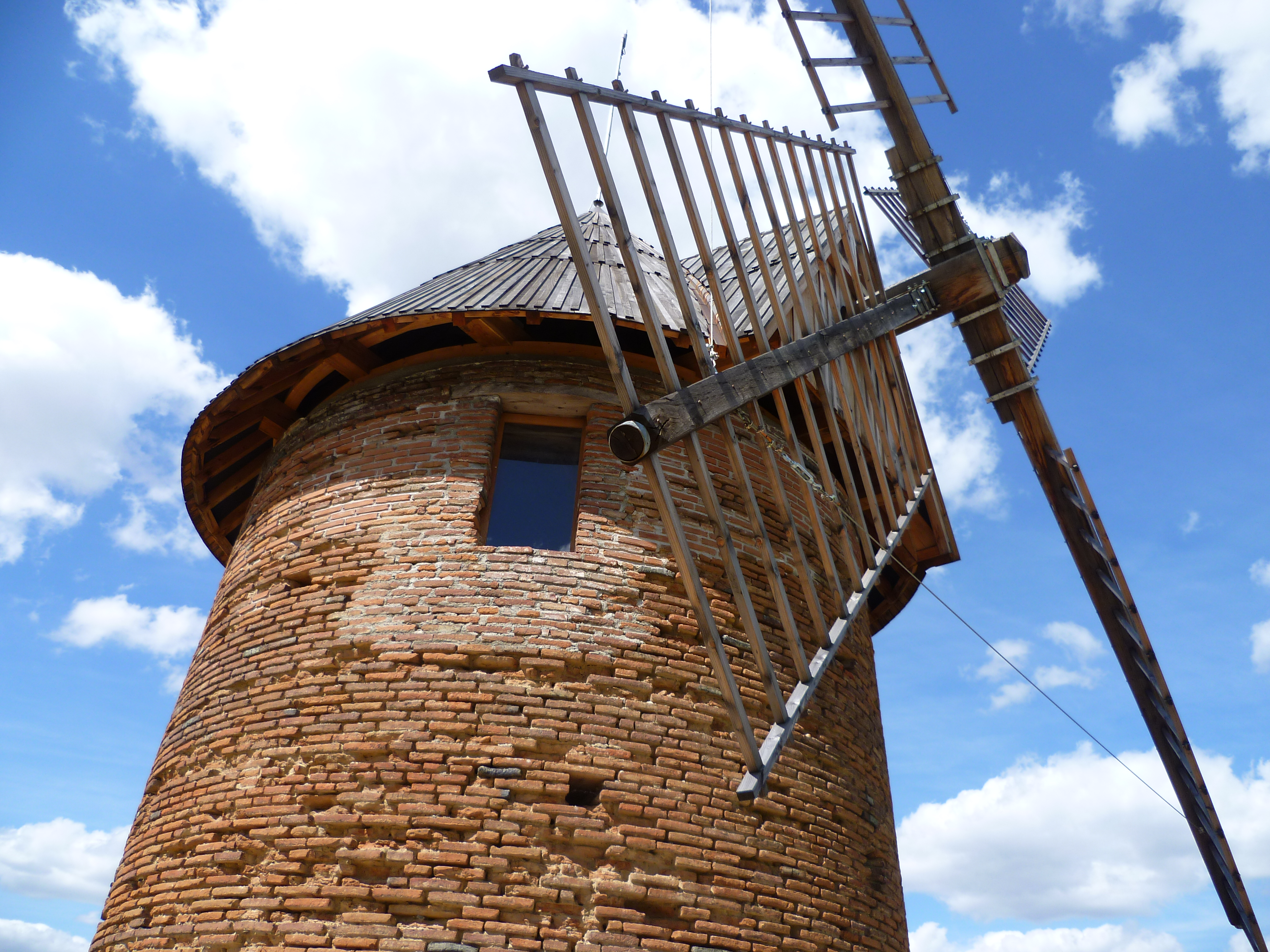
Le moulin à vent
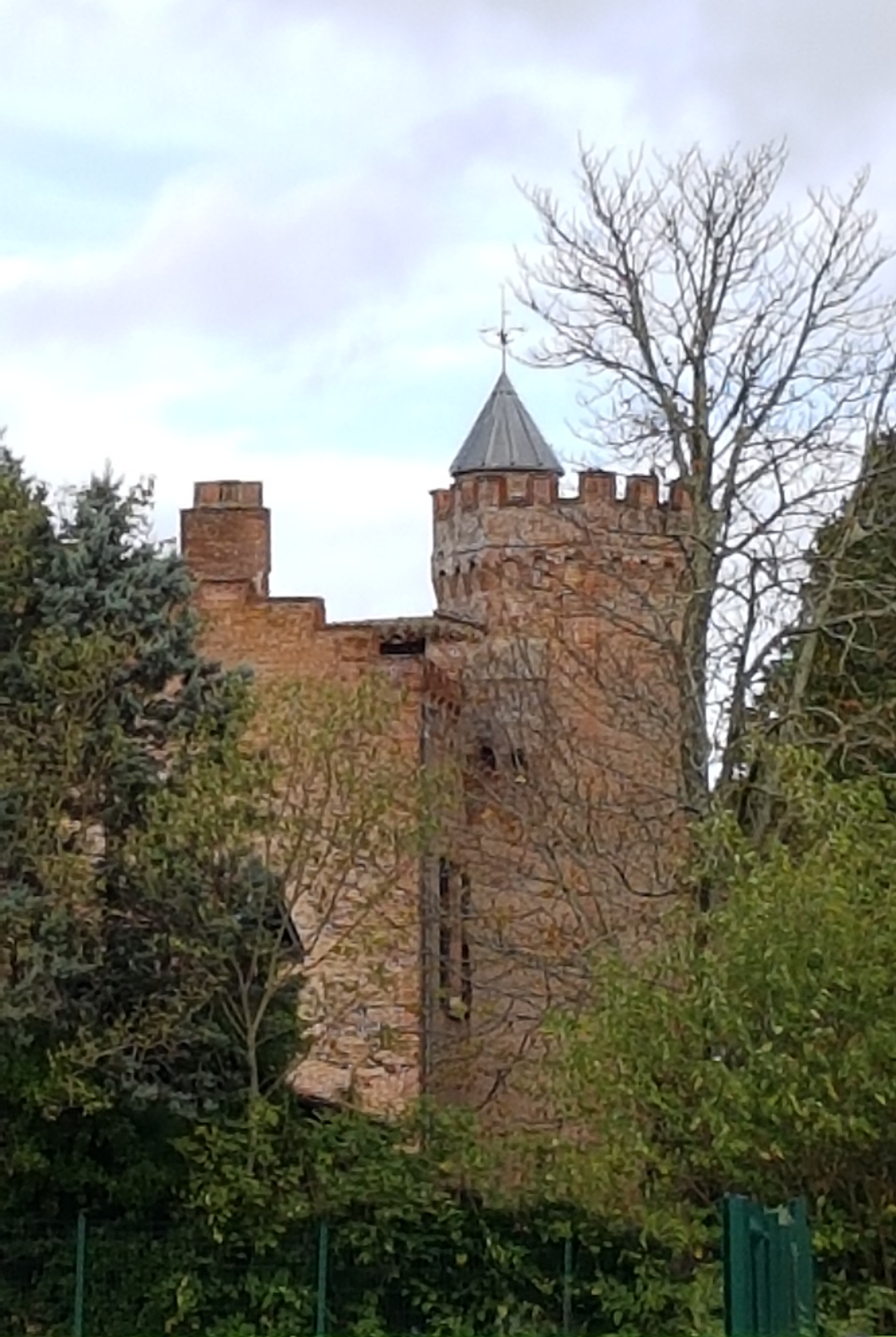
Le château Doujat

## Aménagement urbain

### Transports en commun
- Gare de Saint-Martin-du-Touch Ligne C du réseau de transports en commun de Toulouse.
  -   (en 2028), station Saint-Martin-du-Touch.
  - L2 63

### Axes routiers
Autoroute A624 et rocade Arc-en-Ciel : Accès 2, desservant le site d'Airbus ainsi que le village historique.
Le quartier, à cause des grandes routes, la ligne de Saint-Agne à Auch ainsi que le Touch qui l'entourent fait que son urbanisme est assez enclavé, ce qui conduit à une utilisation importante de la voiture et donc de la route de Bayonne, par laquelle passent aussi les lignes Tisséo L2 et 63, qui sont très sollicitées en heure de pointe et même le weekend.

### Équipement sportif
- Toulouse Padel Club salle de padel et de squash.
- Altissimo salle d'escalade.
- Gymnase (judo)

### Éducation
- École maternelle et école élémentaire Fleurance, école et collège La Boétie, école nationale vétérinaire de Toulouse,

## Personnalités
- Léopold Galy
- René Sentenac
- Marcel Taillandier, mort dans le quartier en 1944
- Ariadna Scriabina, résistante, morte dans le quartier en 1944
- Famille Doujat